# Токачи
Токачи (на японски: 十勝川, Tokachi-gawa) е река в Япония, в югоизточната част на остров Хокайдо, вливаща се в Тихия океан. С дължина 156 km и площ на водосборния басейн 9010 km² река Токачи води началото си от централната част на вулканичния масив Дайсецудзан на 1467 m н.в. В горното си течение е типична планинска река с тясна и дълбока долина и бързо течение. След това пресича в югоизточно направление приморската равнина Токачи в широка и плитка долина с бавно и спокойно течение. Влива се в Тихия океан при курортното селище Отсумотумачи. Средният годишен отток в долното ѝ течение е 221 m³/s. По време на пролетното пълноводие е плавателна за плитко газещи речни съдове в долното течение. В горното ѝ течение е изградена каскада от три ВЕЦ-а – „Токачи“, „Ивамацу“ и „Кутари“. Долината на Токачи е гъсто населена, като най-големите селища са градовете: Симидзу, Мемуро, Обихиро, Макубецу, Икеда, Тойокоро.